# Wepsisch

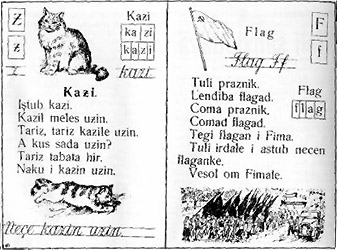
Wepsisch kinderboek uit de jaren 30

Het Wepsisch (vepsän kel’) is een taal in Noordwest-Rusland met ca. 3600 sprekers. De taal behoort tot de Oostzeefinse talen en is daarmee nauw verwant aan het Fins en het Estisch en ook aan het Karelisch: met de Kareliërs hebben de Wepsen ook nauwe culturele banden. De Oostzeefinse talen maken deel uit van de Finoegrische taalfamilie.
De Wepsen wonen binnen de Russische Federatie verspreid over de republiek Karelië en de oblasten Leningrad en Vologda. In Karelië heeft de taal een officiële status, hoewel juist daar de Wepsen in relatief groten getale zijn overgegaan op het Russisch.
Het Wepsisch is te verdelen in drie dialecten. De sprekers kunnen elkaar verstaan, maar hebben onderling weinig contact, omdat ze worden gescheiden door Russischtalig gebied.
De noordelijkste groep woont aan de zuidwestoever van het Onegameer, de middelste ten oosten van het Ladogameer aan de bovenloop van de rivieren Ojat en Kapsji, en de zuidelijkste ten oosten van Sint-Petersburg in het district Boksitogorsk.
Taalkundig valt het Wepsisch binnen de Oostzeefinse groep op door het ontbreken van klinkerharmonie en consonantgradatie en door de verkorting van lange klinkers (overal) en medeklinkers (meestal). Fins/Estisch jää (ijs) luidt in het Wepsisch jä en Fins/Estisch maa (land) luidt ma. Daarnaast heeft het Wepsisch enkele nieuwe naamvallen ontwikkeld uit vroegere achterzetsels. In het klankbestand valt de palatalisatie op: dat wil zeggen dat in sommige posities klanken als n, l en t worden uitgesproken als nj, lj en tj.